# Gabrestān
Gabrestān (persiska: هِجرَت, گبرستان) är en ort i Iran.   Den ligger i provinsen Kohgiluyeh och Buyer Ahmad, i den centrala delen av landet, 600 km söder om huvudstaden Teheran. Gabrestān ligger 692 meter över havet och antalet invånare är 147.
Terrängen runt Gabrestān är kuperad norrut, men söderut är den bergig. Runt Gabrestān är det ganska glesbefolkat, med 45 invånare per kvadratkilometer. Närmaste större samhälle är Cheram, 12,3 km norr om Gabrestān. Omgivningarna runt Gabrestān är i huvudsak ett öppet busklandskap.